# 3Deep
3Deep là một ban nhạc nam nhạc soul-pop bao gồm các diễn viên người Mỹ Eddie Cibrian, Joshua Morrow, và ca sĩ Canada CJ Huyer.
Thành công của họ chủ yếu ở Canada, Châu Âu và Châu Á vì hãng thu âm của họ không phát hành album đầu tay ở Hoa Kỳ.
Album đầu tiên Yes Yes Yes... No No No được phát hành vào năm 1999 và có đĩa đơn ăn khách nhất "Into You", một bản hit nằm trong top 10 trên bảng xếp hạng Canada. Album thứ hai của họ Can't Get Over You được phát hành vào năm 2001. Trong số các nghệ sĩ mà họ hợp tác có Michie Mee trong một ca khúc trong album đầu tiên của họ và với Howie Dorough trong một ca khúc từ album thứ hai của họ.
Mặc dù 3Deep phần lớn không được biết đến ở Mỹ (bất chấp sự thành công về mặt diễn xuất của Cibrian và Morrow), họ là một trong những nhóm nhạc nam Canada thành công hơn trong thời đại, với lượng fan nữ khá lớn. Khi phát hành album đầu tay, Cibrian và Morrow đã có một lượng lớn người theo dõi nhờ những thành công của họ trên truyền hình Hoa Kỳ.
Ngoài các chuyến lưu diễn, nhóm còn biểu diễn tại các sự kiện như Ottawa's Winterlude và xuất hiện trong Lễ trao giải Juno và tại studio MuchMusic.

## Danh sách đĩa nhạc

### Album phòng thu
| Tiêu đề                | Thông tin                                                             |
| ---------------------- | --------------------------------------------------------------------- |
| Yes Yes Yes...No No No | - Ngày phát hành: tháng 1 năm 1999 - Nhãn đĩa: BeatFactory Music Inc. |
| Can't Get Over You     | - Ngày phát hành: tháng 5 năm 2001 - Nhãn đĩa: Sextant Records        |

### Đĩa đơn
| Năm                                      | Tiêu đề          | Vị trí cao nhất trên bảng xếp hạng | Vị trí cao nhất trên bảng xếp hạng | Album                  |
| Năm                                      | Tiêu đề          | US R&B/HH                          | CAN                                | Album                  |
| ---------------------------------------- | ---------------- | ---------------------------------- | ---------------------------------- | ---------------------- |
| 1998                                     | "Into You"       | —                                  | 46                                 | Yes Yes Yes...No No No |
| 2017                                     | "Watch My Shoes" | 56                                 | —                                  | —                      |
| "—" biểu thị đĩa đơn không được xếp hạng |                  |                                    |                                    |                        |